# Partit Cors d'Acció
El Partit Cors d'Acció (cors Partitu Corsu d'Azione, PCA) fou un partit polític cors de caràcter autonomista, fundat per Petru Rocca i Matteu Rocca el 1922.
Era inspirat en el Partito Sardo d'Azione (PSDAZ), amb qui mantenia relacions força cordials, i en el Partit Autonomista Bretó. Era format per periodistes, literats de classe mitjana i de diferents orígens ideològics, sacerdots, funcionaris i professionals liberals.
La seva ideologia era, però, imprecisa, partidaris d'una autonomia administrativa dins de França tot seguint l'estratègia política dels alsacians, però se situà en el centre de moviment de recuperació de la llengua corsa, que comprenia diverses associacions culturals d'Aiacciu i Bastia, grups de teatre popular, l'Acadèmia Corsa (fundada el 1921 per tal d'estudiar l'idioma), revistes com Revue de la Corse, interessada en la història local. Però la majoria dels militants eren regionalistes que no qüestionaven la pertinença corsa a França.
El 1927 tenia unes 17 seccions locals, d'elles 13 a l'illa de Còrsega. El 1927 fou rebatejat com a Partit Cors Autonomista.